# Sarosa mora
Sarosa mora är en fjärilsart som beskrevs av William Schaus 1911. Sarosa mora ingår i släktet Sarosa och familjen björnspinnare. Inga underarter finns listade.